# 邹平市
邹平市是中国山东省滨州市所辖的一个县级市。总面积为1252平方公里，市人民政府駐黄山街道鹤伴二路567号。

## 历史
1931年，在韩复榘支持下，梁漱溟与梁仲华等人在邹平创办乡村建设研究院，出版《乡村建设》。1933年7月，召开乡村工作讨论会，推选梁漱溟、晏阳初、黄炎培、章元善、江恒源、许士廉六人为主席团，至此乡村建设派正式形成。该派的目的是实行“乡治”。

## 人口
根据(山东省)滨州市第七次全国人口普查公报显示：邹平市常住人口为774517人，男性人口占比50.62%，女性人口占比49.38%。

## 行政区划
邹平市下辖5个街道办事处、11个镇：
黛溪街道、黄山街道、高新街道、好生街道、西董街道、长山镇、魏桥镇、临池镇、焦桥镇、韩店镇、孙镇、九户镇、青阳镇、明集镇、台子镇和码头镇。

## 交通
- 铁路：济青高速铁路过境，设邹平站。
- 公路： 青银高速、 308国道过境。